# Heteromysoides berberae
Heteromysoides berberae is een aasgarnalensoort uit de familie van de Mysidae. De wetenschappelijke naam van de soort is voor het eerst geldig gepubliceerd in 1985 door Bacescu & Müller.